# Línea 85 (EMT Madrid)
La línea 85 de la EMT de Madrid une la estación de Atocha con la barriada de Butarque (Villaverde).

## Características
La línea comunica el intercambiador multimodal de estación de Atocha con la Avenida de Córdoba, el Hospital 12 de Octubre, la Avenida de Andalucía, Villaverde Bajo, el barrio de Los Rosales y el nuevo barrio de Butarque.
Su recorrido se complementa con la línea 59, con la que comparte recorrido hasta el Cruce de Villaverde. También se complementa con la línea 123 entre el Cruce de Villaverde y el final de la línea, Butarque.
Desde la creación de esta línea hasta octubre de 2005, circulaba entre Atocha y Villaverde Bajo, siendo prolongada desde ese momento hasta el nuevo barrio de Los Rosales absorbiendo el recorrido del SE713 Villaverde Bajo - Los Rosales creado en octubre de 2001.
El 26 de mayo de 2014, cambia el nombre de la cabecera de Atocha por "Atocha Renfe".
El 6 de junio de 2016, amplía su recorrido hasta el barrio de Butarque.
El 3 de enero de 2021, vuelve a cambiar el nombre de la cabecera de Atocha Renfe por "Estación de Atocha".

### Frecuencias
| Lunes a viernes laborables |               |
| De 6:00 a 7:00             | 7-14 minutos  |
| De 7:00 a 20:00            | 6-11 minutos  |
| De 20:00 a 23:00           | 7-16 minutos  |
| Sábados laborables         |               |
| De 6:00 a 9:00             | 12-22 minutos |
| De 9:00 a 21:00            | 10-13 minutos |
| De 21:00 a 23:00           | 11-18 minutos |
| Domingos y festivos        |               |
| De 7:00 a 10:00            | 11-25 minutos |
| De 10:00 a 21:00           | 11-14 minutos |
| De 21:00 a 23:00           | 14-25 minutos |

## Recorrido y paradas

### Sentido Butarque
La línea inicia su recorrido en las dársenas situadas en torno al acceso de cercanías de la estación de Atocha. Desde este punto la línea sale al Paseo de la Infanta Isabel y se dirige a la Plaza del Emperador Carlos V.
En esta plaza toma la salida del Paseo de Santa María de la Cabeza, por el que baja hasta la glorieta del mismo nombre, en la cual gira hasta salir por la calle Embajadores en dirección sureste. Recorre esta calle hasta la Plaza de la Beata María Ana de Jesús, donde toma el paseo de las Delicias hasta desembocar en la Plaza de Legazpi.
Desde esta plaza sale por el Puente de Andalucía, que franquea el río Manzanares y llega a la Glorieta de Cádiz, en la cual la línea toma la salida de la Avenida de Córdoba, que recorre en su totalidad hasta pasar junto al Hospital 12 de Octubre, en la Glorieta de Málaga, donde se incorpora a la Avenida de Andalucía.
A continuación, la línea circula por la Avenida de Andalucía hasta llegar al Cruce de Villaverde, donde se desvía en dirección a Villaverde Bajo por la calle Juan José Martínez Seco. Dentro de este barrio, circula por las calles Campos Ibañez, Eduardo Maristany y Vicente Carballal, pasando y parando junto a la estación de Villaverde Bajo. Al final de la calle Vicente Carballal sale a la Avenida de los Rosales girando a la derecha.
Una vez en la Avenida de los Rosales, la línea circula hacia el sur por la misma hasta llegar a la intersección con la calle Miguel Solas, por la que se desvía para entrar en el barrio de Los Rosales por la calle del Calcio.
Dentro de este barrio, circula por la calle del Calcio y la calle Berrocal hasta llegar a la Plaza de los Metales, donde tomará la salida en dirección a la calle Ganados del Salobral y, por último, se desviará por la calle Maricara para llegar al final de la línea.
| Código | Parada                                         | Común con                                                             | Conexiones con Metro y Cercanías | Otros |
| ------ | ---------------------------------------------- | --------------------------------------------------------------------- | -------------------------------- | ----- |
| 5708   | ESTACIÓN DE ATOCHA (Intercambiador)            |                                                                       | Atocha                           |       |
| 1167   | Reina Sofía                                    | 6 59 E1                                                               |                                  |       |
| 1926   | Palos de la Frontera                           | 6 59                                                                  | Palos de la Frontera             |       |
| 1927   | Santa María de la Cabeza                       | 6 55 59                                                               |                                  |       |
| 1928   | Santa María de la Cabeza (C/ Embajadores, 114) | 6 59 78 148                                                           |                                  |       |
| 1168   | Embajadores-Batalla del Salado                 | 59                                                                    |                                  |       |
| 1188   | Beata                                          | 8 19 45 47 59 86 247                                                  |                                  |       |
| 1170   | Legazpi                                        | 8 19 45 47 59 62 76 86 247                                            | Legazpi                          |       |
| 5718   | Glorieta de Cádiz                              | 18 22 59 76 79 86 411 421 422 424 426 447 448                         |                                  |       |
| 5719   | Almendrales                                    | 18 22 59 76 79 86                                                     | Almendrales                      |       |
| 5720   | Avenida de Córdoba                             | 18 22 59 76 79 86                                                     |                                  |       |
| 1132   | Hospital 12 de Octubre                         | 18 22 59 76 79 86 411 421 422 423 424 426 429 447 448 VAC-158 VAC-231 | Hospital 12 de Octubre           |       |
| 5378   | Glorieta de Málaga                             | 18 22 59 76 79 81 86                                                  |                                  |       |
| 1135   | San Fermín-Orcasur                             | 18 22 59 79 86 411 421 422 424 447 448                                | San Fermín-Orcasur               |       |
| 1137   | Avenida de Andalucía-Avenida los Rosales       | 18 22 59 79 86                                                        |                                  |       |
| 1172   | Avenida de Andalucía-Centro Comercial          | 22 59 79 411 421 422 424 426 447 448                                  | Ciudad de los Ángeles            |       |
| 4662   | Avenida de Andalucía-Felicidad                 | 22 59 79 411                                                          |                                  |       |
| 1174   | Bohemios-Sáhara                                | 22 59 79 411 447 448                                                  |                                  |       |
| 4664   | Avenida de Andalucía-Anoeta                    | 22 59 79 411                                                          |                                  |       |
| 1440   | Martínez Seco-Villaverde Cruce                 | 123 411                                                               | Villaverde Bajo Cruce            |       |
| 1442   | Martínez Seco-Benita López                     | 123                                                                   |                                  |       |
| 1444   | Martínez Seco-Diamante                         | 123 411                                                               |                                  |       |
| 1446   | Campos Ibáñez-Martínez Seco                    | 123                                                                   |                                  |       |
| 5085   | Campos Ibáñez-Paseo de la Estación             | 123 411                                                               |                                  |       |
| 4980   | Villaverde Bajo Cercanías                      | 123 411                                                               | Villaverde Bajo                  |       |
| 4981   | Vicente Carballal                              | 123                                                                   |                                  |       |
| 5856   | Los Rosales-Níquel                             | 123 411 412 415                                                       |                                  |       |
| 4982   | Centro Cultural Los Rosales                    | 123 411 412 415                                                       |                                  |       |
| 3203   | Berrocal-Bario                                 | 123                                                                   |                                  |       |
| 5072   | Berrocal-Canchal                               | 123                                                                   |                                  |       |
| 3205   | Berrocal-Silvinita                             | 123                                                                   |                                  |       |
| 5074   | Plaza de los Metales                           | 123                                                                   |                                  |       |
| 4312   | Ganados del Salobral                           | 123                                                                   |                                  |       |
| 4739   | Ganados del Salobral-Maricara                  | 123                                                                   |                                  |       |
| 4314   | BUTARQUE (C/ Llanos, 3)                        | 123                                                                   |                                  |       |

### Sentido Estación de Atocha
El recorrido de vuelta es idéntico al de la ida pero en sentido contrario con dos excepciones:
- Dentro de Villaverde Bajo, la línea circula por las calles Concepción de la Oliva, Campos Ibáñez y Andrea Jordán en vez de Campos Ibáñez, Eduardo Maristany y Vicente Carballal.
- Tras pasar la Plaza de la Beata María Ana de Jesús, sube por el paseo de las Delicias hasta la plaza del Emperador Carlos V en vez de circular por Embajadores y el paseo de Santa María de la Cabeza.

| Código | Parada                                                | Común con                                                             | Conexiones con Metro y Cercanías      | Otros |
| ------ | ----------------------------------------------------- | --------------------------------------------------------------------- | ------------------------------------- | ----- |
| 4314   | BUTARQUE (C/ Llanos, 3)                               | 123                                                                   |                                       |       |
| 4313   | Plaza de los Metales (C/ Villaverde a Perales de Río) | 123                                                                   |                                       |       |
| 5073   | Plaza de los Metales                                  | 123                                                                   |                                       |       |
| 3255   | Berrocal-Limonita                                     | 123                                                                   |                                       |       |
| 4984   | Berrocal-Canchal                                      | 123                                                                   |                                       |       |
| 3257   | Berrocal-Bario                                        | 123                                                                   |                                       |       |
| 3753   | Centro Cultural Los Rosales                           | 123                                                                   |                                       |       |
| 4983   | Centro Cultural Los Rosales (Av. Rosales)             | 123 411 412 415                                                       |                                       |       |
| 3752   | Avenida de los Rosales-Matachel                       | 123                                                                   |                                       |       |
| 1449   | Villaverde Bajo Cercanías                             | 123 411                                                               | Villaverde Bajo                       |       |
| 5086   | Campos Ibáñez-Paseo de la Estación                    | 123 411                                                               |                                       |       |
| 1450   | Andrea Jordán                                         | 123 411                                                               |                                       |       |
| 1445   | Martínez Seco-Diamante                                | 123 411                                                               |                                       |       |
| 1443   | Martínez Seco-Benita López                            | 123                                                                   |                                       |       |
| 1441   | Martínez Seco-Villaverde Cruce                        | 123 411                                                               | Villaverde Bajo Cruce                 |       |
| 4665   | Avenida de Andalucía-Anoeta                           | 22 59 79 411                                                          |                                       |       |
| 1175   | Bohemios-Sáhara                                       | 22 59 79 411 447 448                                                  |                                       |       |
| 4663   | Avenida de Andalucía-Felicidad                        | 22 59 79 411                                                          |                                       |       |
| 1173   | Avenida de Andalucía-Centro Comercial                 | 22 59 79 411 421 422 424 426 447 448                                  | Ciudad de los Ángeles                 |       |
| 1138   | Avenida de Andalucía-Avenida los Rosales              | 18 22 59 79 86                                                        |                                       |       |
| 1136   | San Fermín-Orcasur                                    | 18 22 59 79 86 411 421 422 424 447 448                                | San Fermín-Orcasur                    |       |
| 1134   | Avenida de Andalucía-San Fermín                       | 18 22 59 76 79 86 411                                                 |                                       |       |
| 5379   | Glorieta de Málaga                                    | 18 22 59 76 79 86                                                     |                                       |       |
| 5380   | Hospital 12 Octubre                                   | 18 22 59 76 79 86 411 421 422 423 424 426 429 447 448 VAC-158 VAC-231 | Hospital 12 de Octubre                |       |
| 5702   | Avenida de Córdoba                                    | 18 22 59 76 79 86                                                     |                                       |       |
| 5703   | Almendrales                                           | 18 22 59 76 79 86                                                     | Almendrales                           |       |
| 5704   | Glorieta de Cádiz                                     | 18 22 59 76 79 86 411 421 422 424 426 447 448                         |                                       |       |
| 3858   | Legazpi                                               | 47 59 62 76 86 247                                                    | Legazpi                               |       |
| 1182   | Beata                                                 | 8 19 45 47 59 86 247                                                  |                                       |       |
| 5036   | Delicias-Cáceres                                      | 8 19 45 47 59 86 247                                                  |                                       |       |
| 1183   | Estación de Delicias                                  | 19 45 47 59 86 247                                                    | Delicias (Metro) Delicias (Cercanías) |       |
| 1184   | Metro Palos de la Frontera                            | 6 19 45 47 55 59 86 247                                               | Palos de la Frontera                  |       |
| 5360   | Delicias-Atocha                                       | 59 86 102 E1                                                          |                                       |       |
| 5708   | ESTACIÓN DE ATOCHA (Intercambiador)                   |                                                                       | Atocha                                |       |

## Galería de imágenes

Mapa zonal de la estación de Almendrales con las líneas de autobuses que pasan por ella, entre las que se encuentra la línea 85.